# St Martin’s Church (Cwmyoy)

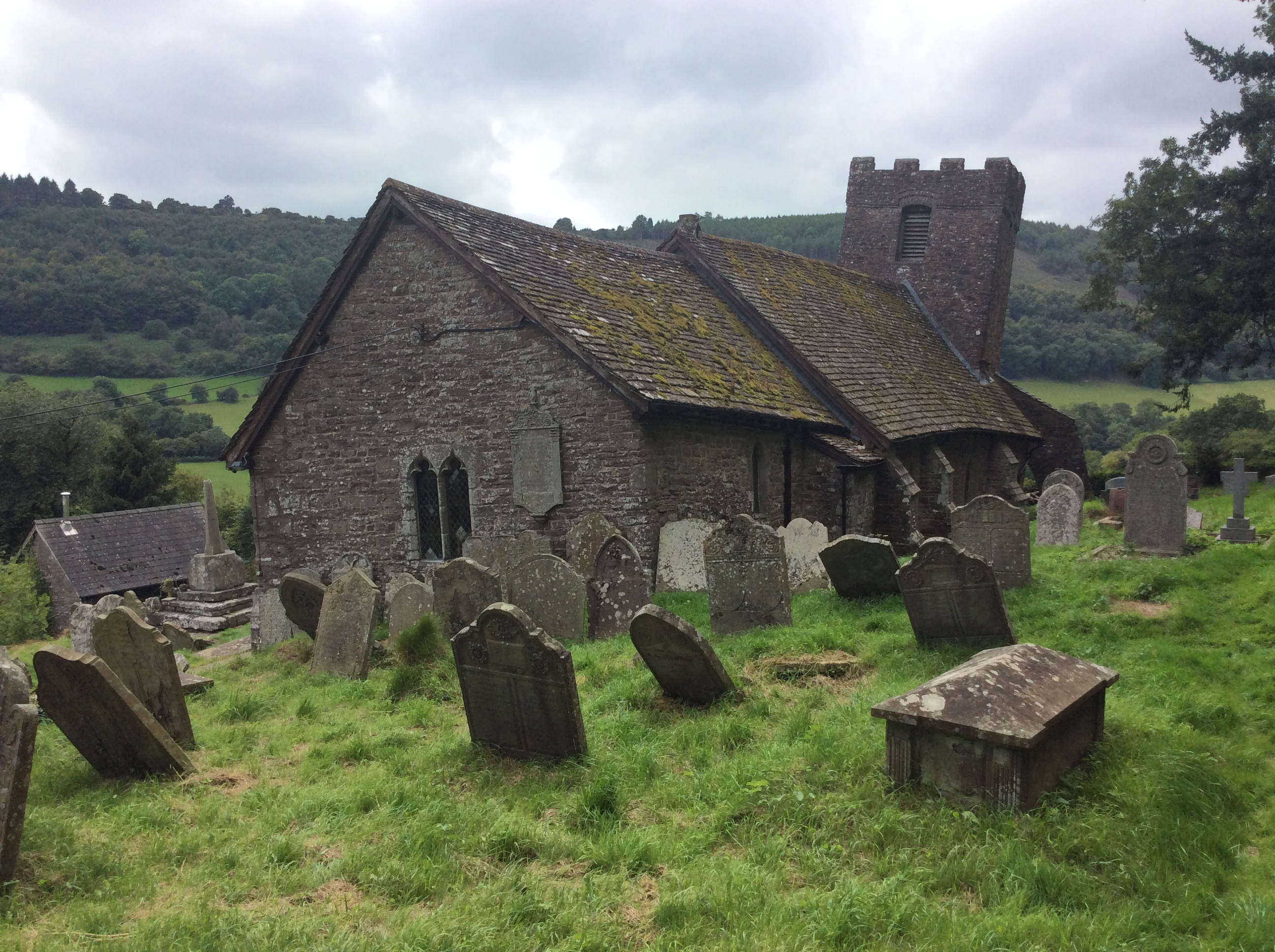
St Martin’s Church

Die St Martin’s Church ist eine Pfarrkirche in der Gemeinde Cwmyoy in der walisischen Grafschaft Monmouthshire nahe der Grenze zu England. Kirchenpatron ist der heilige Martin.
Die Kirche ist ein Baudenkmal und als Grade I Building klassifiziert. Sie gehört damit zu den wichtigsten Baudenkmälern in England und Wales.

## Geschichte
Die zeitliche Einordnung von St Martin’s Church ist nicht eindeutig geklärt. Mit dem Bau der Kirche wurde vermutlich im 12. Jahrhundert begonnen, der älteste Teil des Gebäudes dürfte das nordöstliche Fenster des Kirchenschiffs sein. Der Chor und das Portal sind jünger als das Kirchenschiff. Die Empore des Lettners und die Stufen sind vermutlich aus dem 15. oder 16. Jahrhundert, der Turm der Kirche ist mittelalterlich.
1887 und 1991 wurden nachweislich Renovierungsarbeiten am Gebäude durchgeführt. Weitere Arbeiten waren wegen des instabilen Untergrunds nötig, einige davon sind auch zeitlich dokumentiert.
Die Kirche gehörte bis zu ihrer Auflösung 1538 zur Propstei von Llanthony. 1830 wurde St Martin eine eigene Pfarrei, 1844 wurde sie von der Diözese St Davids in die Diözese Llandaff umgegliedert, 1921 nach Monmouth und seit 1969 ist sie Teil des Pfarrbezirks von Llanvihangel Crucorney.

## Beschreibung

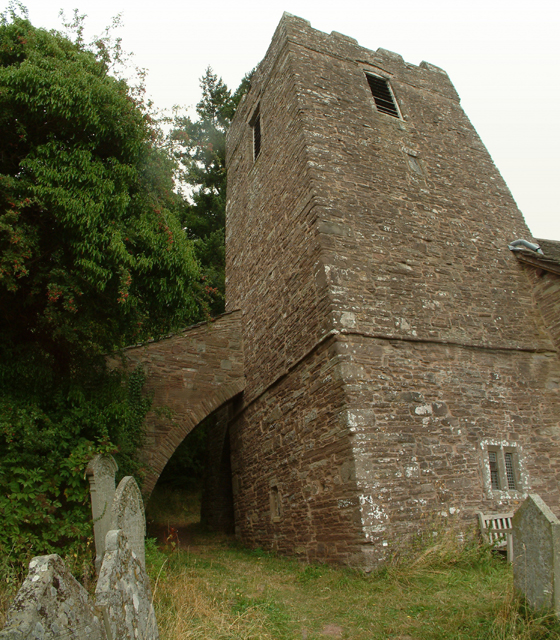
Kirchturm mit Strebebogen

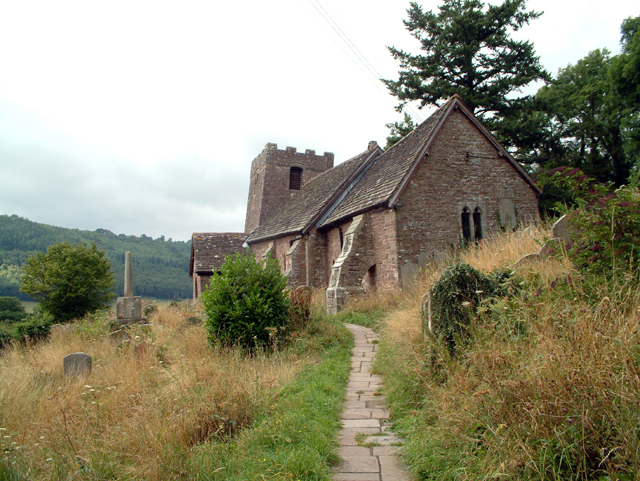
Zugang zum Portal der Kirche

### Baukörper
Die Kirche ist ein Bruchsteinbau aus rotem Sandstein aus der Gegend; das Dach ist mit Stein eingedeckt. Die Außenmauern stammen aus dem Mittelalter und weisen wegen der durch den instabilen Untergrund hervorgerufenen Verschiebungen umfangreiche Ausbesserungen und Erneuerungen auf. Die Kirche besteht aus einem Kirchenschiff, einem Chorraum, einem Portal im Süden und dem Turm – mit einem außenliegenden Treppenturm – im Westen. Das Gebäude wurde im Viktorianischen Zeitalter mit einigen Strebewerken verstärkt, drei davon auf jeder Seite des Kirchenschiffs, eines an der Kanzel und großen Strebebögen am Turm. Die drei gleichen Doppelfenster des Kirchenschiffs stammen ebenfalls aus dem Viktorianischen Zeitalter, das nordwestliche Fenster ist aus dem 12. oder 13. Jahrhundert, das südwestliche aus dem 13. oder 14. Jahrhundert und das mittlere Fenster der Südwand stammt wahrscheinlich aus dem 16. Jahrhundert. Das Portal ist undatiert, entstand jedoch noch vor dem 19. Jahrhundert. Der Chor wurde anscheinend unabhängig vom Kirchenschiff errichtet und hat an den Seitenwänden jeweils ein schmales, gotisches Fenster sowie ein Doppelfenster an der Stirnseite im Osten, das vermutlich aus dem 14. Jahrhundert stammt. Der Turm stammt aus dem Mittelalter, ist verdreht und neigt sich erheblich in Richtung Südwesten. Als Baumaterial für den Turm kamen unterschiedlich große Stücke Bruchstein zum Einsatz. Im Erdgeschoss befindet sich an der Westseite ein viktorianisches Fenster, im ersten Obergeschoss ein kleines Fenster und im dritten Obergeschoss große Klangarkaden. Oben am Turm befinden sich umlaufende Turmzinnen.

### Innenraum
Der Innenraum zeigt deutlich, wie sich die Kirche in den vergangenen Jahrhunderten infolge des instabilen Untergrundes bewegt hat. Der Boden ist uneben, die Wände sind nicht mehr rechtwinklig und das Dach ist verdreht. Im 16. oder 17. Jahrhundert wurden zusätzlich vier Balken eingezogen, um das Gebäude zu stabilisieren. Der Torbogen zum Turm ist sehr niedrig und der Bogen zum Chor wurde vermutlich erneuert.

### Ausstattung
Die Kirchenbänke und die Kanzel stammen aus dem Jahr 1887, das Taufbecken ist aus dem 12. Jahrhundert und das Altargitter aus dem späten 17. oder frühen 18. Jahrhundert. An den verputzten und weiß getünchten Wänden befinden sich viele gut erhaltene Grabplatten, von denen die meisten von der Steinmetzfamilie Brute geschaffen wurden.

### Glocken
Es gibt sechs Kirchenglocken, zwei stammen aus den Jahren 1672 und 1697, zwei aus dem Jahr 1700 und zwei aus dem Jahr 1722. Ein 300 Jahre alter Satz Glocken, die alle in einem sehr engen Zeitraum hergestellt wurden, ist eine Seltenheit. Da einige der Glocken Risse haben oder gebrochen sind und der Turm nicht mehr stabil genug ist, können die Glocken nicht mehr geläutet werden.
| Nr. | Gewicht cwt | Durchmesser (Zoll) | Nominal | Entstehungsjahr | Gießer                     |
| 1   | 3           | 25,63              | E       | 1700            | Evan I. Evans              |
| 2   | 3           | 27,50              | D       | 1672            | John II. Pennington („IP“) |
| 3   | 5           | 31,00              | Bb      | 1722            | Evan II. & William Evans   |
| 4   | 5½          | 32,50              | A       | 1697            | Evan I. Evans              |
| 5   | 6½          | 34,88              | G       | 1700            | Evan I. Evans              |
| 6   | 9½          | 39,13              | F       | 1722            | Evan II. & William Evans   |

## Friedhof

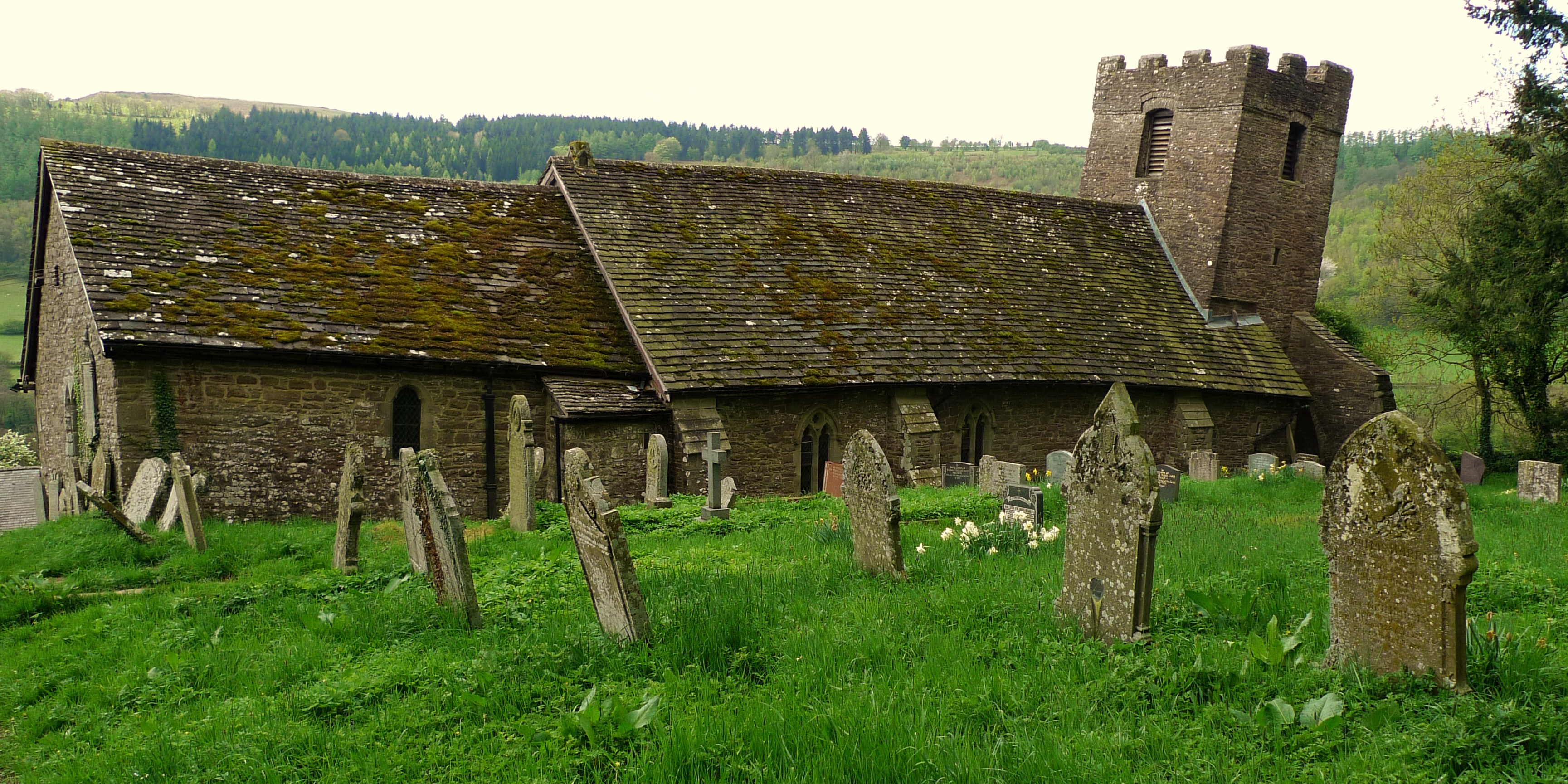
St Martin’s Church mit Friedhof

Die Kirche ist von einem Friedhof umgeben, manche der Gräber stammen noch aus dem 18. Jahrhundert. Wie auch die Kirche stehen viele Grabsteine schief und neigen sich in unterschiedlichste Richtungen.

## The most crooked church in Great Britain
Aufgrund der unterschiedlichen und teils erheblichen Neigung von Chor, Kirchenschiff und Turm gilt die St Martin’s Church in Cwmyoy als „the most crooked church in Great Britain“ (engl. für „die schiefste Kirche in Großbritannien“). Die Neigung des Turms der St Martin’s Church ist mit 5,2 Grad um etwa ein halbes Grad größer als die Neigung des Schiefen Turms von Pisa.
Einer Legende nach wurde der südliche Abhang des Hatteral Hill, auf dem die Kirche  steht, von einem Erdbeben aufgerissen. Dieses Erdbeben soll zum Zeitpunkt der Kreuzigung Jesu aufgetreten sein und einen Erdrutsch verursacht haben. Noch heute kann man oberhalb der Kirche den großen Riss erkennen.
Tatsächlich ist jedoch das Absinken des Untergrundes unter der Kirche, die auf einer Hanglage und auf einem uralten Erdrutsch erbaut wurde, für die Verschiebung des Gebäudes verantwortlich. Der Untergrund besteht aus rotem Sandstein und Mergel.

## Kreuz von Cwmyoy

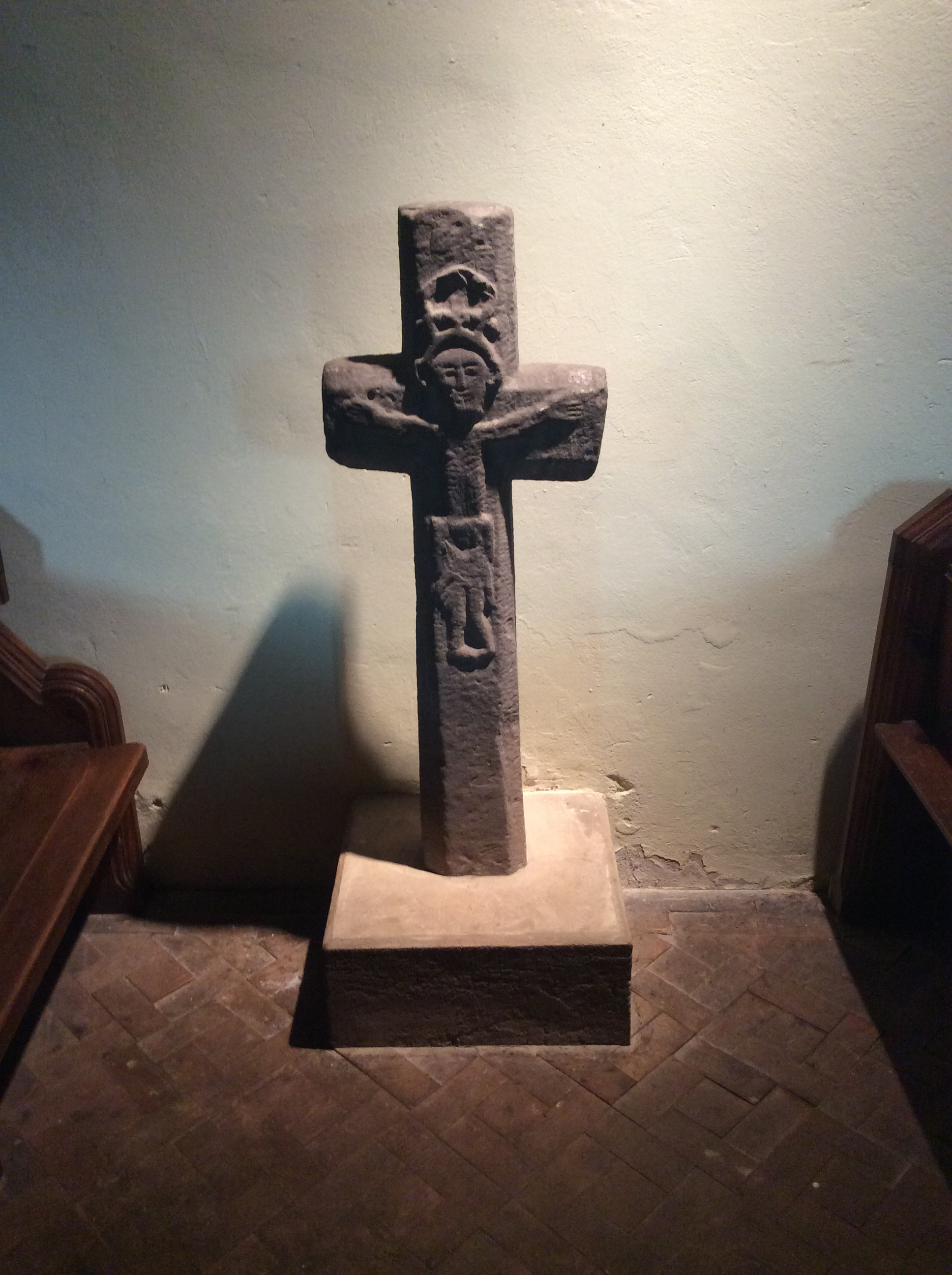
Kreuz von Cwmyoy

Das Kreuz von Cwmyoy mit einer seltenen Abbildung der Kreuzigung Jesu stammt aus dem 11. oder 12. Jahrhundert und stand im Mittelalter vermutlich außerhalb der Kirche, wo es von Pilgern auf ihrem Weg durch die Black Mountains in Richtung Llanthony und St David verehrt wurde. Während der Reformation in England, in der sich die Trennung der englischen Kirche von Rom vollzog, wurde das Kreuz im Friedhof zum Schutz vor den Truppen Heinrichs VIII. vergraben. Später wurde das Kreuz wieder in der Kirche aufgestellt und in den 1960er Jahren gestohlen. Zufällig wurde es in einem Londoner Antiquariat entdeckt, beschlagnahmt und zurück nach Cwmyoy gebracht.

## Heutige Nutzung
Aktuell wird wöchentlich am Sonntag eine Messe in der St Martin’s Church gehalten. Die übrige Zeit sind Kirche und Friedhof geöffnet und können besichtigt werden.

## Lage
Die St Martin’s Church befindet sich im Weiler Cwmyoy in der Grafschaft Monmouthshire in Wales. Die Kirche steht am südlichen Abhang des Hatteral Hill.